# Agust D (mixtape)
Agust D – debiutancki mixtape południowokoreańskiego rapera Agusta D (lepiej znanego jako Suga z boysbandu BTS). Został udostępniony 15 sierpnia 2016 roku przez wytwórnię Big Hit Entertainment na platformie SoundCloud.

## Tło i powstanie
Przed rozpoczęciem kariery jako raper Suga w południowokoreańskim boysbandzie BTS, Agust D rozpoczął pisanie tekstów piosenek oraz tworzenie muzyki w MIDI mając 13 lat. W wieku 17 lat pracował dorywczo w studiu nagraniowym przy komponowaniu i aranżowaniu muzyki. Występując jako undergroundowy raper pod pseudonimem ‘Gloss’, Agust D dołączył do wytwórni Big Hit Entertainment w 2010 roku, początkowo jako producent muzyczny, a następnie trenował tam przez trzy lata z J-Hopem i RM'em, zanim zadebiutował jako członek BTS w 2013 roku. W początkowych latach kariery jako członek BTS, wraz z RM'em zmierzyli się z oskarżeniami ze strony południowokoreańskiej undergroundowej sceny hip-hopowej o „sprzedanie się” i zostanie idolami k-popowymi.
Pomiędzy obowiązkami członka BTS, Agust D wykorzystywał wolny czas na produkcję i komponowanie muzyki w trakcie podróży samolotem oraz w pokojach hotelowych po zakończonych koncertach. W wywiadzie dla Grazia Korea wyraził chęć wydania muzyki, która by mu odpowiadała, bez przejmowania się trendami czy rankingami muzycznymi. By uniknąć tych ograniczeń, postanowił udostępnić swoją muzykę za darmo w formie mixtape’u, wyjaśniając, że album „wydawałby się uwięziony w pewnych ramach” przez konieczność zaangażowania wytwórni w jego promocję oraz kampanię reklamową. Tworząc swój mixtape na bazie hip-hopu, Agust D czerpał większość inspiracji dla tekstów z własnej historii, marzeń, młodości i rzeczywistości.
W celu odcięcia swojej solowej twórczości od tej tworzonej jako członek BTS, stworzył alter ego „Agust D”, które powstało ze złożenia inicjałów DT (skrót od Daegu Town, jego miejsca urodzenia) oraz pseudonimu „Suga” zapisanego od tyłu. Dzięki stopniowemu gromadzeniu utworów podczas swojej kariery, Agust D wykorzystywał kompozycje powstałe pomiędzy 2011 rokiem aż do tych stworzonych na miesiąc przed wydaniem mixtape’u. Agust D został udostępniony po mixtapie RM (2015) RM’a oraz po sukcesie pierwszej kompilacji BTS The Most Beautiful Moment in Life: Young Forever (2016), oraz trasie koncertowej The Most Beautiful Moment in Life on Stage: Epilogue.

## Muzyka
Ostateczna wersja mixtape’u Agust D składa się z dziesięciu utworów umieszczonych na platformie Soundcloud oraz ośmiu utworów dostępnych w serwisach do udostępniania plików.
Mixtape został uznany przez krytyków za radykalne odejście od twórczości BTS przez utrzymanie w stylu hardcore rap, podkreślającym undergroundowe korzenie Agusta D. Billboard oraz Fuse doceniły mixtape za jego wyróżnienie się na tle współczesnych mu albumów k-popowych dzięki jego otwartości i samodzielnej produkcji Agusta D.
W swoim mixtapie, Agust D wyjawił swoje wewnętrzne przemyślenia o początkach swojej sławy. „Intro: Dt sugA”, korzystające z klasycznego stylu turntablizmu hip-hopowego, poprzedza tytułowy utwór „Agust D”, w którym Agust D użył szybkich i precyzyjnych technik rapu ponad „głębokim i intensywnym basem”, w celu podkreślenia pewności siebie i własnej tożsamości. „Give It to Me” rozpoczyna się od „pełnowymiarowych dissów” skierowanych do jego przeciwników, a późniejszy „Skit” odkrywa podwójną naturę Agusta D i Sugi „jako muzyka i istoty ludzkiej”. Podczas gdy „724148” podejmuje refleksję nad znaczeniem 'sukcesu' i początkach kariery Agusta D w jego rodzinnym mieście Daegu, utwór „140503 at Dawn”, skomponowany przy pomocy minimalistycznych beatów, to poranne rozmyślania nad ukrytą wrażliwością. W „The Last” Agust D, przy użyciu dramatycznych beatów i technik rapowania, przedstawia swoją duszę ogarniętą depresją, obsesją i nienawiścią do samego siebie, wynikającą z pogoni za marzeniami w Seulu. W „Tony Montana” Agust D przybrał postać Tony’ego Montany z filmu Człowiek z blizną (1983), rozmyślając nad istotą sukcesu, ambicji i zazdrości. W „Interlude: Dream, Reality” tekst składa się tylko ze słowa 'dream' (marzenie, sen), i prowadzi do ostatniego utworu „So Far Away,” w którym Agust D dokonuje refleksji nad znaczeniem słowa 'dream', jednocześnie zachęcając słuchaczy by nie porzucali swoich marzeń.

## Wydanie
Data wydania mixtape'u Agust D została potwierdzona 29 lipca 2016 roku i zapowiedziana na sierpień. Mixtape został udostępniony za darmo 15 sierpnia na platformie SoundCloud, z której można go było pobrać dzięki linkom zamieszczonym na Twitterze, razem z teledyskiem do “Agust D”. Kolejny teledysk, tym razem do „Give It to Me”, został opublikowany 18 sierpnia tego samego roku. Agust D nie kontynuował promocji maxtape’u poza wywiadami dla Grazia Korea i Marie Claire Korea. Fuse sklasyfikowało mixtape Agusta D na 16. miejscu na liście 20 najlepszych mixtape’ów 2016 roku.
W lutym 2018 mixtape został ponownie udostępniony w streamingu i platformach umożliwiających zakup kopii cyfrowej, z wyłączeniem dwóch pierwszych utworów. Przez ponowną dystrybucję, mixtape osiągnął wysokie pozycje na listach Billboardu: 3. miejsce na liście World Albums Chart, 5. miejsce na liście Heatseekers Albums, i 74. miejsce na liście Top Album Sales. Wznowienie spowodowało, że Agust D znalazł się na 46. miejscu na tygodniowej liście Emerging Artists.

## Lista utworów
| Nr  | Tytuł                             | Autor (Autorzy)                       | Producent                     | Długość |
| --- | --------------------------------- | ------------------------------------- | ----------------------------- | ------- |
| 1.  | „Intro ; Dt sugA” (feat. DJ Friz) | Agust D, P Dogg                       | Agust D                       | 01:04   |
| 2.  | „Agust D”                         | Agust D                               | Agust D                       | 03:54   |
| 3.  | „Give It to Me”                   | Agust D                               | Agust D                       | 02:29   |
| 4.  | „Skit”                            | Agust D                               | Agust D                       | 01:14   |
| 5.  | „724148” (칠이사일사팔)           | Agust D                               | Agust D                       | 03:05   |
| 6.  | „140503 at Dawn” (140503 새벽에)  | Agust D, Slow Rabbit                  | Agust D, Slow Rabbit          | 01:25   |
| 7.  | „The Last” (마지막)               | Agust D, June, P Dogg                 | Agust D, June, P Dogg         | 04:05   |
| 8.  | „Tony Montana” (feat. Yankie)     | Agust D, P Dogg, Supereme Boi, Yankie | Agust D, P Dogg, Supereme Boi | 03:28   |
| 9.  | „Interlude ; Dream, Reality”      | Agust D, Slow Rabbit                  | Agust D, Slow Rabbit          | 01:32   |
| 10. | „So Far Away” (feat. Suran)       | Agust D, Slow Rabbit                  | Agust D, Slow Rabbit          | 05:58   |